# Neubrunn (Baviera)
Neubrunn è un comune tedesco di 2 332 abitanti, situato nel land della Baviera.